# Mastigodryas amarali
Mastigodryas amarali — вид змій родини полозових (Colubridae). Ендемік Венесуели. Вид названий на честь бразильського герпетолога Афраніу ду Амарала.

## Поширення і екологія
Mastigodryas amarali мешкають на північному сході Венесуели, зокрема на півострові Парія, а також на острові Маргарита. Вони живуть у вологих тропічних лісах, зокрема в карликових лісах, на висоті до 900 м над рівнем моря.

## Збереження
МСОП класифікує цей вид як вразливий. Mastigodryas amarali загрожує знищення природного середовища.